# 月事假
月事假是指當女性因月事不適而無法工作時，便可選擇享有的有薪或無薪假期。 目前，月事假仍備受爭議，包括被指涉及性別歧視、影響生產力等。

## 歷史
月事假的概念早於20世紀初的日本出現。1920年代，日本有勞工團體為在職女性爭取生理假。 1947年，日本正式立法實行月事假，其後部分國家包括南韓、台灣及印尼都陸續立法容許女性來經時可放假休息。 

## 現今變遷
2007年，運動用品公司Nike亦在其行為守則中引入月事假，適用於全球所有地區的分部，並與其他合作伙伴簽署備忘，要求他們跟隨有關標準。  2016年，英國社企Coexist准許女員工在有需要時放月事假，成為首間設有月事假的英國企業。

## 各國立法情況
香港未有立法規定月事假，公務員事務局甚不積極爭取，街坊工友服務處梁耀忠表示：部分男性反對月事假。
在台灣，《性別工作平等法》規定女性僱員若因生理日而導致工作有困難，每月可請1天生理假，每年可請3天生理假。若全年病假總天數不超過30天，將可獲支付半薪。但如果30天病假都請完，仍可再請3天生理假，但3天生理假將不支薪。請生理假亦不需證明，若僱主要求員工提出生理假證明文件，可能會被罰款。
在日本，法例表明女性可因月事不適而請假，但並無要求企業提供有薪的月事假或額外支薪予月事期間仍然工作的員工。
在南韓，法例規定女性除可享有月事假，更可在放棄月事假，繼續工作時獲得額外工資。
在印尼，法例規定女性每月可享有兩天的月事假。
在菲律賓，法例表明除了孕婦或已停經的女性，所有私人企業及政府女性員工都可享有半薪的月事假。
俄羅斯2013年有建議立法， 這建議沒有被接納。

## 外部連結
- F-Paper （页面存档备份，存于）
- A research report by Global Labour University alumni （页面存档备份，存于）
- Menstrual leave 'good for companies' （页面存档备份，存于）